# Fredericksburg (Ohio)

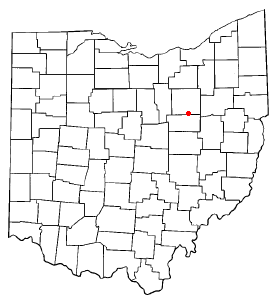
Fredericksburg na planie stanu Ohio

Fredericksburg – wieś w USA, w stanie Ohio, w hrabstwie Wayne. Z miejscowością związany był przejściowo wynalazca maszyny do szycia marki Singer, Isaac Merritt Singer.
Liczba mieszkańców w 2010 roku wynosiła 423, a w roku 2012 wynosiła 423.